# Jean-Claude Magnan
Jean-Claude Magnan, född den 4 juni 1941 i Aubagne, är en fransk fäktare.
Han tog OS-brons i herrarnas lagtävling i florett i samband med de olympiska fäktningstävlingarna 1972 i München.